# Berlinia korupensis
Espèce
Berlinia korupensis est une espèce de plantes à fleurs de la famille des Fabaceae. C'est un arbre endémique du Cameroun.

## Description
Cet arbre géant, pouvant dépasser 40 mètres de hauteur, se rencontre dans la forêt tropicale primaire, sur un sol sablonneux bien drainé, à environ 100 mètres au-dessus du niveau de la mer. Il n’est connu qu’au Sud-Ouest du Cameroun et a d’ailleurs été découvert dans le parc national de Korup.
Le tronc peut atteindre 1 mètre de diamètre. L’écorce est souple ou un peu floconneuse et d’une frappante couleur brun clair à blanche. La couronne est hémisphérique et peut mesurer jusqu’à 35 mètres de diamètre.
Les fleurs sont grandes, blanches et éclatantes avec un seul pétale plus long et plus large que les quatre autres. La capsule est oblongue et plates. Elle mesure jusqu’à 33cm de long sur 9 cm de large et contient entre 1 et 4 graines.
Quand la capsule mature est exposée au soleil ou à l’air sec, elle commence à sécher. Les graines sont dispersées par l’explosion de la capsule. Les deux parties de celle-ci sont prédisposées à se recourber dans des directions différentes et les graines sont ainsi éjectées avec de la vitesse. La dispersion est également assurée par les animaux ou les rivières.